# Mathilda Betham-Edwards

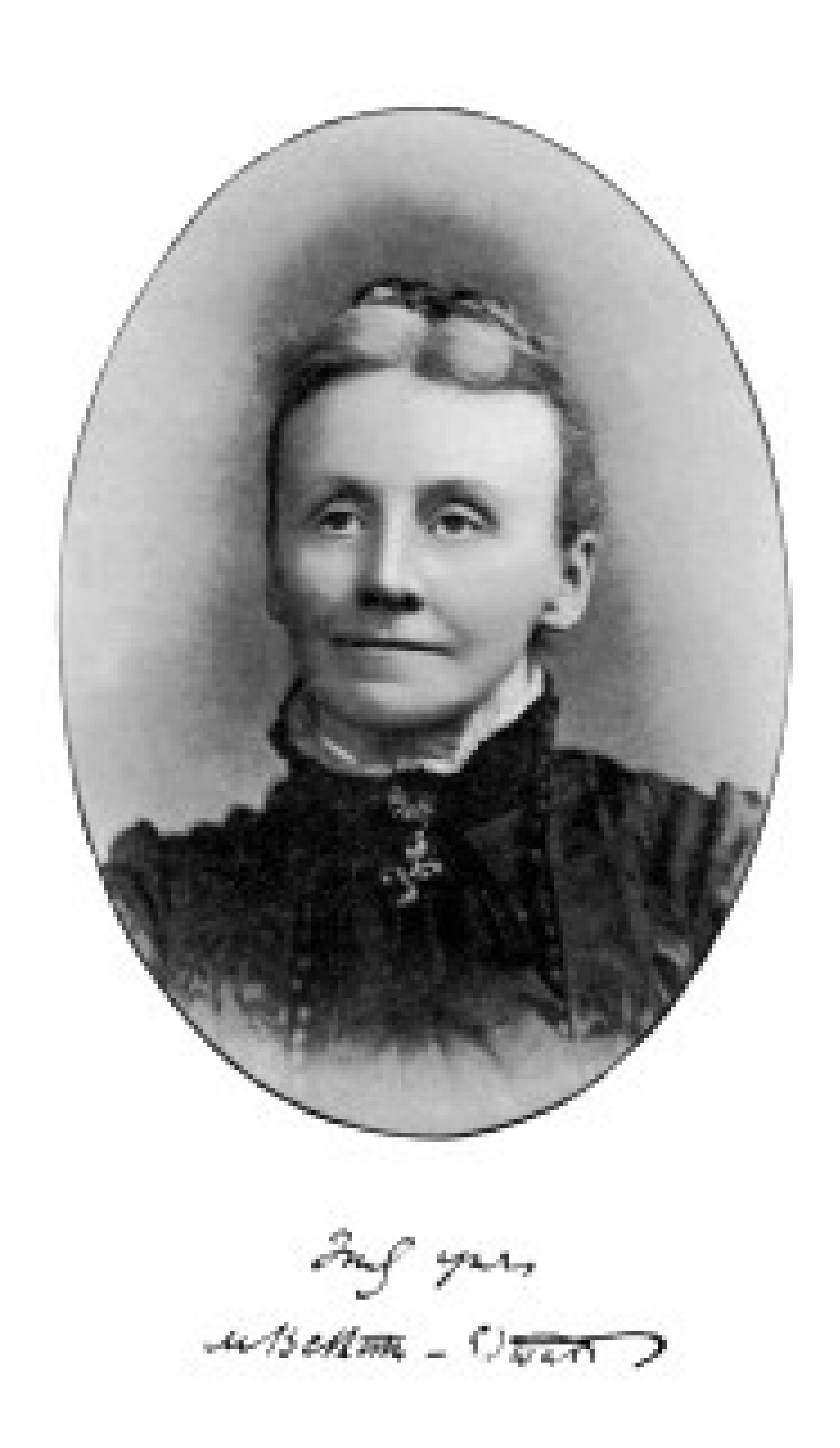
Mathilda Betham-Edwards 1893

Mat(h)ilda Barbara Betham-Edwards (* 1836 in Westerfield, Suffolk; † 1919 in Hastings) war eine englische Reiseschriftstellerin und Autorin von Novellen.
Betham-Edwards war hugenottischer Abstammung, entstammte einer klerikalen Familie  und begann bereits in früher Jugend ihre schriftstellerische Laufbahn. Sie war die Cousine der britischen Schriftstellerin und Ägyptologin Amelia Edwards. Charles Dickens veröffentlichte ihr erstes Gedicht The Golden Bee in All the Year round. Ihre Romane The White House by the Sea (1857) und Doctor Jacob (1864) sowie Kitty (1869) sind in mehrere Sprachen übersetzt worden. Neben anderen Schriften hat sie auch A Year in Western France (1875), France of to-day (2 Bände, 1892) und französische Reisehandbücher geschrieben.
Anschließend verfasste sie wieder Novellen, wie Curb of Honour (1893), A Romance of Dijon (1894), For One and the World (1896), A Storment Sky (1898), Reminiscences (1898), Mock Beggar's Wall (1902) und A Humble Lover (1903).
1908 erhielt Betham-Edwards in Anerkennung ihrer unermüdlichen Arbeit für das gegenseitige Verständnis zwischen England und Frankreich eine Medaille auf der Englisch-Französischen Ausstellung. Bereits vorher war sie von der französischen Regierung zum Officier de l’Instruction Publique de France ernannt worden.
Mathilda Betham-Edwards starb 1919 in Hastings.

## Homonym
Mathilda Betham-Edwards wird mitunter mit der Engländerin Mat(h)ilda Betham verwechselt, die von 1776 bis 1852 lebte und Gedichte verfasste, und die das Langgedicht Lay of Marie schrieb, das Marie de France behandelt.